# بيير بنوا (سياسي)
بيير بنوا هو محامي وسياسي كندي، ولد في 1939. انتخب عمدة أوتاوا ‏ (1972 – 1974).